# Hesperopenna
Hesperopenna là một chi bọ cánh cứng trong họ Chrysomelidae.
Chi này được miêu tả khoa học năm 1981 bởi Medvedev & Dang.

## Các loài
Chi này gồm các loài:
- Hesperopenna flava Medvedev & Dang, 1981